# Snapper (U-Boot, 1935)
HMS Snapper (Kennung: N39) war ein U-Boot der britischen Royal Navy im Zweiten Weltkrieg.

## Geschichte
siehe: Geschichte der Shark-Klasse und detaillierte Geschichte der S-Klasse
Die Snapper (engl.: Schnapper) gehörte zur zweiten Baugruppe der erfolgreichen S-Klasse. Dieses Baulos wird auch als Shark-Klasse bezeichnet. Sie wurde am 18. September 1933 auf der Marinewerft Chatham auf Kiel gelegt, lief am 25. Oktober 1934 vom Stapel und wurde von der Royal Navy am 14. Juni 1935 in Dienst gestellt.
Nach dem Ausbruch des Zweiten Weltkrieges operierte die Snapper in der Nordsee.
Am 3. Dezember 1939 wurde das U-Boot irrtümlich von einem britischen Flugzeug angegriffen. Trotz direkter Treffer wurde das Boot nicht beschädigt und konnte seine Patrouille am 6. Dezember beenden.
Nach der deutschen Invasion in Nordeuropa am 9. April 1940 versenkte die Snapper im Skagerrak mehrere deutsche Transport- und Kriegsschiffe. Am 12. April wurde vor Larvik auf der Position 58° 53′ N, 10° 43′ O der kleine deutsche Tanker Moonsund (322 BRT) mit dem Deckgeschütz versenkt. Am 14. April torpedierte und versenkte das britische U-Boot auf der Position 58° 10′ N, 10° 59′ O den deutschen Transporter Florida (6150 BRT). Am 15. April wurden die deutschen Hilfsminensucher M 1701/H.M. Behrens (525 BRT) und M 1702/Carsten Janssen (472 BRT) nordöstlich von Skagen auf der Position 57° 55′ N, 10° 53′ O mit Torpedos versenkt.
Am 6. Mai griff die Snapper östlich von Dänemark auf der Position 55° 35′ N, 7° 16′ O den deutschen Hilfskreuzer Widder an, aber die beiden Torpedos verfehlten ihr Ziel.
Die Snapper torpedierte und versenkte am 25. Juni südlich von Stavanger (Norwegen) auf der Position 58° 54′ N, 5° 5′ O das deutsche Vorpostenboot V 1107 / Portland (286 BRT). Am 3. Juli wurde der norwegische Frachter Cygnus (1334 BRT) westlich von Hadryet auf der Position 58° 13′ N, 5° 6′ O mit Torpedos versenkt.
Am 29. Januar 1941 verließ die Snapper ihre Basis, um in der Biskaya vor der französischen Insel Ouessant zu patrouillieren. Seitdem gab es keinen Kontakt mehr mit dem U-Boot. Die Snapper und ihre Besatzung gelten seit dem 12. Februar 1941 offiziell als vermisst. Vermutlich lief sie auf eine deutsche Seemine. Eine weitere mögliche Erklärung ist, dass das britische U-Boot in der Nacht vom 10. zum 11. Februar von den deutschen Minensuchern M-2, M-13 und M-25 auf der Position  47° 52′ N, 5° 47′ W mit Wasserbomben versenkt wurde.